# Claude-Hippolyte Clausel de Montals
Claude-Hippolyte Clausel de Montals, né à Coussergues le 5 avril 1769 et mort à Chartres le 4 janvier 1857, est un ecclésiastique, évêque de Chartres de 1824 à 1852.

## Biographie

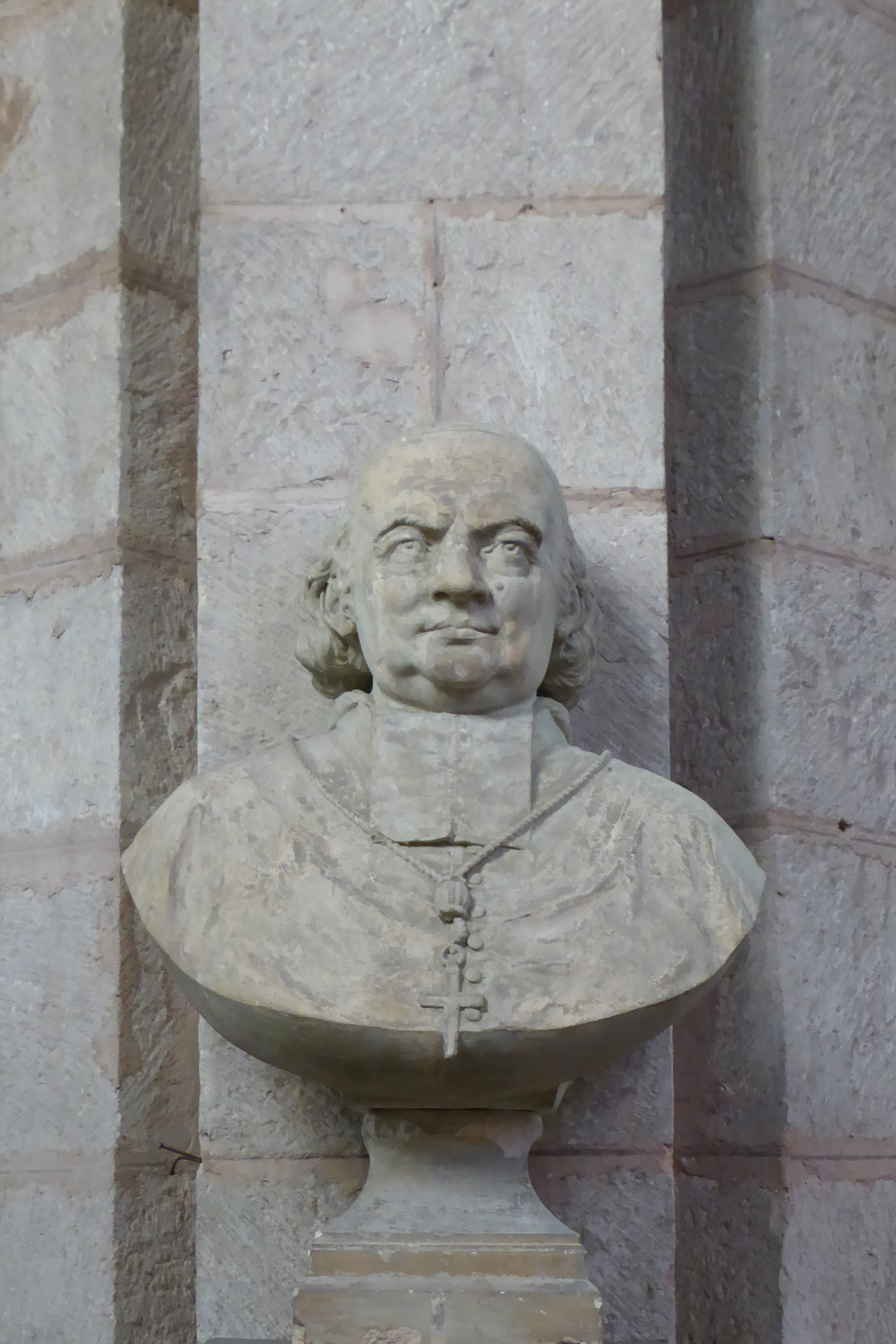
Buste de Clausel de Montals, église Notre-Dame de Bonneval.

L'abbé Clausel de Montals reçoit l'ordination sous-diaconale des mains de Bourg, évêque in partibus de Babylone, le 29 mai 1790 à Paris, l'archevêque Juigné étant alors déjà sur les chemins de l'exil.
Nommé évêque de Chartres en 1824 au transfert au siège de Reims de Jean-Baptiste de Latil, premier évêque concordataire du diocèse récemment reconstitué, Clausel de Montals se distingue tout au long de son épiscopat par son attitude fortement militante, polémique et gallicane : l'évêque de Chartres combat ainsi vigoureusement le mennaisisme, le monopole de l'Université ou la réintroduction de la liturgie romaine que préconise à cette époque Dom Guéranger.
Il démissionne du siège de Chartres le 1er janvier 1853.
Bien que très gallican, Clausel de Montals nomme en 1845 le jeune abbé Louis-Édouard Pie, alors vicaire de la cathédrale de Chartres, à la place de vicaire général de son diocèse. C'est ainsi à Pie qu'il revient, après la mort de son ancien protecteur, de prononcer l'oraison funèbre du prélat à la cathédrale de Chartres.
Claude-Hippolyte Clausel de Montals est inhumé en l'église Saint-Martin-au-Val de Chartres.

## Distinction
- Chevalier de la Légion d'honneur (11 juin 1837)[3].